# Ischnosiphon parvifolius
Ischnosiphon parvifolius är en strimbladsväxtart som beskrevs av Bengt Lennart Andersson. Ischnosiphon parvifolius ingår i släktet Ischnosiphon och familjen strimbladsväxter. Inga underarter finns listade.